# Salticus noordami
Salticus noordami is een spinnensoort in de taxonomische indeling van de springspinnen (Salticidae).
Het dier behoort tot het geslacht Salticus. De wetenschappelijke naam van de soort werd voor het eerst geldig gepubliceerd in 1999 door Metzner.